# San Francisco Totoltepec
San Francisco Totoltepec är en ort i Mexiko.   Den ligger i kommunen Toluca och delstaten Mexiko, i den sydöstra delen av landet, 50 km väster om huvudstaden Mexico City. San Francisco Totoltepec ligger 2 584 meter över havet och antalet invånare är 840.
Terrängen runt San Francisco Totoltepec är en högslätt. Runt San Francisco Totoltepec är det mycket tätbefolkat, med 2 103 invånare per kvadratkilometer. Närmaste större samhälle är Toluca, 11,2 km väster om San Francisco Totoltepec. Trakten runt San Francisco Totoltepec består till största delen av jordbruksmark.